# Heliastus rufipennis
Heliastus rufipennis är en insektsart som beskrevs av Liebermann 1945. Heliastus rufipennis ingår i släktet Heliastus och familjen gräshoppor. Inga underarter finns listade i Catalogue of Life.